# مكسرات الرفاعي
الرفاعي أو مكسرات الرفاعي هي شركة متعددة الجنسيات لتجارة الجوز بالتجزئة ومقرها في بيروت ، لبنان، وشركة فرعية مملوكة بالكامل لشركة الرفاعي الدولية القابضة المحدودة إنها أكبر سلسلة لتجارة التجزئة في الشرق الأوسط والشركة لديها أكبر حصة سوقية في لبنان.  

تأسست شركة الرفاعي في بيروت عام 1948 من قبل موسى الرفاعي الأب ، كعملية منزلية تقوم بتزويد المكسرات والقهوة المحمصة بالحي المحلي. نمت منذ ذلك الحين إلى أكثر من 350 متجرا في 15 دولة. العمل لديه وكذلك تجارة الجملة تحت علامات تجارية أخرى.

## روابط خارجية
- الموقع الرسمي - لبنان
- الموقع الرسمي - العربية